# Retrato de Agustín Gamarra
Retrato de Agustín Gamarra es un óleo sobre lienzo de obra desconocida realizado en Lima en 1830. Es parte de la colección pictórica del Museo Nacional de Arqueología, Antropología e Historia del Perú (Pueblo Libre, Lima). La pintura retrata al militar Agustín Gamarra durante su primer gobierno entre 1829 a 1833.